# Юшково (Богдановское сельское поселение)
Юшково — деревня в Урицком районе Орловской области России.
Входит в состав Богдановского сельского поселения.

## География
Расположена на левом берегу реки Цон, на противоположном берегу реки находится деревня Гнеушево, на западе Юшково граничит с селом Георгиевское. На стыке Юшково и Георгиевского находится Гагаринское кладбище.
Через Юшково проходит просёлочная дорога, имеется одна улица Юшковская.

## История
В казённой деревне Юшково в 1866 году проживало 234 (124 мужчины и 110 женщин) жителя, было 35 дворов.

## Население
| 2010 |
| ---- |
| 12   |